# Westernová kytara

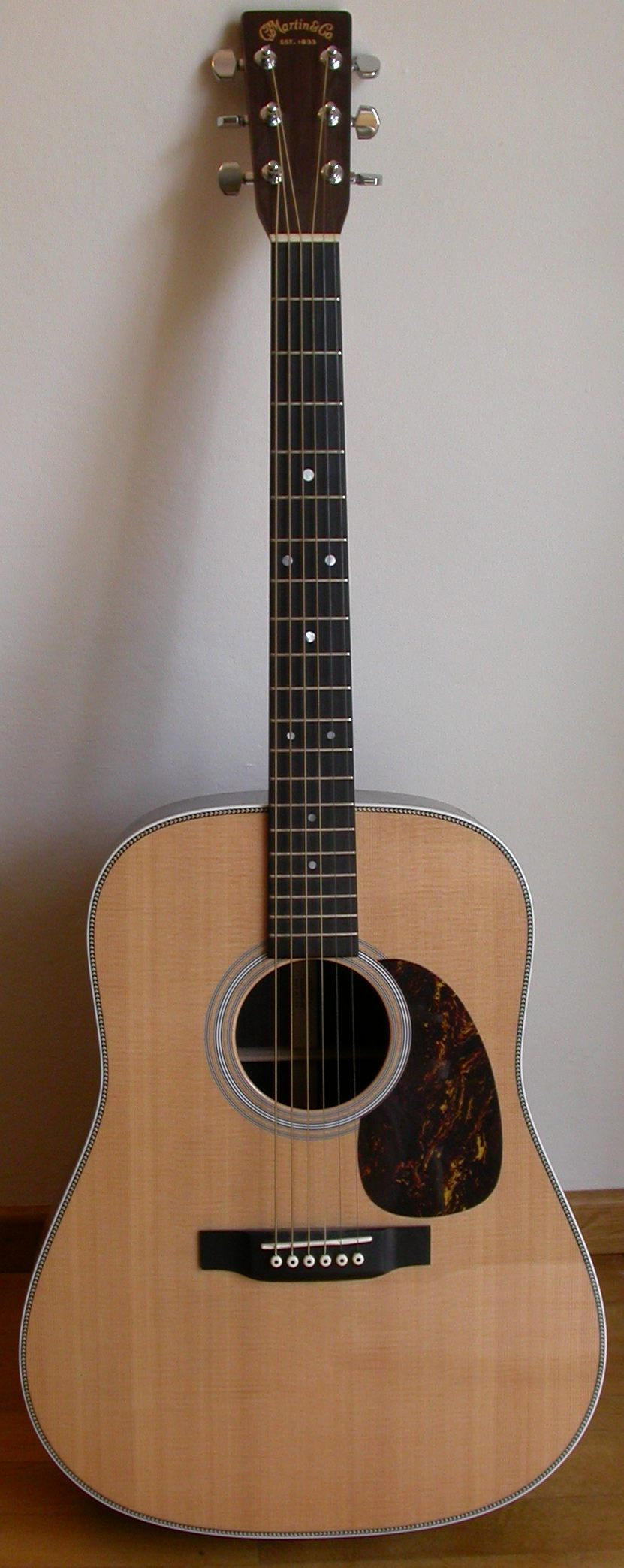
Martin HD28

Westernová kytara (také folková nebo country) je dnešní podoba kytary, pocházející z klasické kytary, ale oproti ní má silnější konstrukci, objemnější tělo, kovové struny pro čistší a hlasitější zvuk a užší hmatník, který bývá opatřen orientačními značkami. Westernové kytaře se často špatně říká jumbo, ale jumbo má ještě objemnější tělo a oblé klenuté luby. Nástroj bývá nejčastěji laděn E-A-D-G-H-E (E-A-D-G-B-E) (počítáno od basových strun), ale objevuje se i ladění D-G-D-G-B-D, D-A-D-F#-A-D nebo D-A-D-G-B-E. Aby bylo možné se dostat k vyšším polohám pražců, tak bývají některé nástroje vybaveny výřezem („cutaway“).
Nákladnější nástroje mají masivní vrchní desku (nejčastěji ze smrku), luby a spodní desku (hlavně z palisandru, javoru nebo mahagonu), levnější nástroje jsou vyrobeny z vrstveného dřeva.
Westernová kytara své místo našla ve stylech jako blues, country, bluegrass, folk a v mnoha rockových stylech.